# Enoidea
Die Enoidea sind eine Überfamilie der Schnecken aus der Unterordnung der Landlungenschnecken (Stylommatophora). Die Vertreter der Überfamilie sind in Eurasien, Afrika und Nordaustralien beheimatet.

## Merkmale
Die Gehäuse sind ovoid, konisch bis schlank hochkonisch und erreichen eine mittlere Größe. Das Embryonalgehäuse ist meist glatt, selten spiralig gestreift. Die Juvenil- und Adultwindungen sind dagegen in verschiedener Weise ornamentiert, oder auch fast glatt. Die Mündung kann bewehrt sein, aber auch ohne Zähne und Lamellen. Wenn Zähne vorhanden sind, werden diese erste kurz vor dem Adultstadium ausgebildet. Die Mündungsränder sind einfach bis umgebogen und verbreitert; oft wird auch eine Mündungslippe ausgebildet. Der Nabel kann eng und offen sein oder auch geschlossen. Im zwittrigen Genitalapparat weist der Penis einen Epiphallus auf und oft auch ein Flagellum. Am Epiphallus setzt ein Blindsack (Caecum) an. Die Innenwand des Penis weist meist ein Relief mit längsgerichteten Pfeilerstrukturen auf. Ein Penis-Appendix ist meist vorhanden, der Penisretraktor ist verzweigt. Der Stiel der Spermathek ist gewöhnlich mit einem Divertikel versehen.

## Geographische Verbreitung und Lebensweise
Die Vertreter der Überfamilie Enoidea kennt man aus Eurasien, Afrika und Nordaustralien sowie von den Kanarischen Inseln und den Azoren. Es handelt sich meist um Pflanzenfresser, die sich von welkem Pflanzenmaterial ernähren. 

## Systematik
Die Überfamilie beinhaltet nach Bouchet & Rocroi (2005) zwei Familien Enidae Woodward, 1903 und Cerastidae Wenz, 1925. Schileyko (1998) unterteilt die Überfamilie ebenfalls in zwei Familien, wobei er die Cerastidae unter dem jüngeren Synonym Pachnodidae Steenberg, 1925 führt.
- Überfamilie Enoidea Woodward, 1903
  - Familie Vielfraßschnecken Enidae Woodward, 1903
    - Unterfamilie Eninae Woodward, 1903
      - Tribus Enini Woodward, 1903
      - Tribus Chondrulini Wenz, 1923
      - Tribus Multidentulini Schileyko, 1978

    - Unterfamilie Buliminusinae Kobelt, 1880

  - Familie Cerastidae Wenz, 1923 (syn. Pachnodidae Steenberg, 1925)